# Stretavka
Stretavka é um município da Eslováquia, situado no distrito de Michalovce, na região de Košice. Tem 4,87 km² de área e sua população em 2018 foi estimada em 165 habitantes.

## Demografia
| Ano:        | 1994 | 2004    | 2014   | 2024    |
| ----------- | ---- | ------- | ------ | ------- |
| Broj ljudi: | 205  | 183     | 192    | 157     |
| Razlika:    |      | -10,73% | +4,91% | -18,22% |

| Ano:               | 2023 | 2024   |
| ------------------ | ---- | ------ |
| Número de pessoas: | 154  | 157    |
| Diferença:         |      | +1,94% |